# Zygmunt Wierzyński
Zygmunt Wierzyński (ur. 1909 w Trylisach w powiecie wasylkowskim, zm. 25 czerwca 1988) – polski inżynier geodeta, urzędnik państwowy i działacz polityczny, poseł na Sejm PRL III kadencji (1961–1965).

## Życiorys
Syn Feliksa i Marii. Ukończył gimnazjum w Łucku oraz Państwową Szkołę Mierniczną w Kowlu. W latach 30. był zatrudniony jako mierniczy przy scalaniu gruntów i parcelacji majątków. W czasie II wojny światowej pracował w gospodarce leśnej oraz jako mierniczy w Jaśle. Po zakończeniu wojny zgłosił się do pracy w Powiatowym Urzędzie Ziemskim w Jaśle, zajmował się parcelacją majątków skonfiskowanych w wyniku reformy rolnej. Od 1947 pełnił obowiązki inspektora pomiarów w Rzeszowie, a od 1949 kierownika Oddziału Pomiarów Rolnych Prezydium Wojewódzkiej Rady Narodowej w Rzeszowie. Decyzją Komisji Weryfikacyjnej Politechniki Warszawskiej przyznano mu stopień inżyniera geodety. Był jednym ze współzałożycieli Naczelnej Organizacji Technicznej w Rzeszowie oraz członkiem założycielem oddziału Stowarzyszenia Geodetów Polskich w Rzeszowie. W latach 1950 i 1954 pełnił obowiązki prezesa oddziału.
W 1945 wstąpił do Stronnictwa Demokratycznego, w jego strukturach pełnił funkcje członka prezydium Powiatowego Komitetu w Jaśle (1945–1947) oraz członka (1957–1981), członka prezydium (1957–1975) i skarbnika (1957–1963, od 1970) Wojewódzkiego Komitetu w Rzeszowie. W 1961 uzyskał mandat posła na Sejm PRL III kadencji z okręgu Krosno, pracował w Komisjach Leśnictwa i Przemysłu Drzewnego oraz Komisji Rolnictwa i Przemysłu Spożywczego.
Został odznaczony Medalem 10-lecia Polski Ludowej (1954) oraz Srebrnym Krzyżem Zasługi (1955).
Pochowany został w rodzinnym grobowcu w Ustrzykach Dolnych.